# Jižní Texas
Jižní Texas  (South Texas) je geografický region v americkém státu Texas. Nachází se jižně od San Antonia. Jižní a západní hranici regionu je Rio Grande a východní Mexický záliv. Nejjižnější část regionu nese název Rio Grande Valley (Údolí Rio Grande). Východní část regionu podél Mexického zálivu má název Pobřežní pás (Pobřežní pás).

## Obyvatelstvo
Region jižního Texasu je známý poměrně silnou hispánskou menšinou, zejména mexikoameričany a Tejanos (španělský výraz pro Texasana) z důvodu blízkosti k hranicím Mexika. Mnoho Tejanos a Mexičanů žijících v jižním Texasu jsou potomky osadníků ze Španělska. Tyto rodiny bydlí v Severní Americe několik století. Přistěhovalectví začalo ke konci 16. století v Novém Mexiku a na začátku 18. století v jižním Texasu. Po vyhlášení nezávislosti Texasu v roce 1840 vznikla Republika Rio Grande s hlavním městem Laredem, její existence ale neměla dlouhé trvání. Po méně než roce přestala existovat.
Region Rio Grande Valley hrál významnou roli v Mexické válce za nezávislost, Občanské válce, válce za nezávislost Texasu a Mexicko-americké válce s množstvím bitev v této oblasti. Generál Robert E. Lee vedl své oddíly ve Fort Ringold (Rio Grande City). Prezident Zachary Taylor byl armádním generálem ve Fort Brown (Brownsville) v období Mexicko-americké války.
Texas Rangers získali svou oblíbenost v jižním Texasu v období nájezdů mexických loupežných band ke konci 19. a na začátku 20. století.

## Nejvýznamnější města
| Město          | Počet obyvatel podel sčítáni lidu 2010 | Pořadí v státě Texas | Okres            |
| San Antonio    | 1,327,407                              | 2                    | Bexar County     |
| Corpus Christi | 305,215                                | 8                    | Nueces County    |
| Laredo         | 236,091                                | 10                   | Webb County      |
| Brownsville    | 175,023                                | 16                   | Cameron County   |
| McAllen        | 129,877                                | 20                   | Hidalgo County   |
| Edinburg       | 77,100                                 | 43                   | Hidalgo County   |
| Mission        | 77,058                                 | 44                   | Hidalgo County   |
| Pharr          | 70,400                                 | 47                   | Hidalgo County   |
| Harlingen      | 64,849                                 | 51                   | Cameron County   |
| Victoria       | 62,592                                 | 54                   | Victoria County  |
| Weslaco        | 35,670                                 | 88                   | Hidalgo County   |
| San Juan       | 33,856                                 | 91                   | Hidalgo County   |
| Schertz        | 31,465                                 | 97                   | Bexar County     |
| Eagle Pass     | 26,248                                 | 109                  | Maverick County  |
| Kingsville     | 26,213                                 | 110                  | Kleberg County   |
| Seguin         | 25,175                                 | 114                  | Guadalupe County |
| San Benito     | 24,250                                 | 116                  | Cameron County   |

Houston je někdy považován za město jižního Texasu a to z několika důvodů. Několik firem nese jméno 'South Texas' ve svých názvech. Vysoká škola práva South Texas College of Law se nachází v centru Houstonu. Oddělení soudního dvoru USA, The United States District Court for the Southern District of Texas zahrnuje také divizi pro Houston. A stejně jako jižní Texas, město má velkou hispánskou populaci; ale spíše je Houston řazen do jihovýchodního Texasu, subregionu východního Texasu.

## Klima
Region se nachází v subtropickém klimatu s nadprůměrnými srážkami. Oblast při mexických hranicích má pouštní charakter. Průměrné roční teploty pro Corpus Christi jsou obdobné ve většině měst regionu.
| Klimatická data pro Corpus Christi, Texas                    | Klimatická data pro Corpus Christi, Texas | Klimatická data pro Corpus Christi, Texas | Klimatická data pro Corpus Christi, Texas | Klimatická data pro Corpus Christi, Texas | Klimatická data pro Corpus Christi, Texas | Klimatická data pro Corpus Christi, Texas | Klimatická data pro Corpus Christi, Texas | Klimatická data pro Corpus Christi, Texas | Klimatická data pro Corpus Christi, Texas | Klimatická data pro Corpus Christi, Texas | Klimatická data pro Corpus Christi, Texas | Klimatická data pro Corpus Christi, Texas | Klimatická data pro Corpus Christi, Texas |
| Měsíc                                                        | Led                                       | Únor                                      | Břez                                      | Dub                                       | Kvě                                       | Čer                                       | Čvc                                       | Srp                                       | Září                                      | Říj                                       | List                                      | Pros                                      | roční                                     |
| ------------------------------------------------------------ | ----------------------------------------- | ----------------------------------------- | ----------------------------------------- | ----------------------------------------- | ----------------------------------------- | ----------------------------------------- | ----------------------------------------- | ----------------------------------------- | ----------------------------------------- | ----------------------------------------- | ----------------------------------------- | ----------------------------------------- | ----------------------------------------- |
| Rekordně nejvyšší °F (°C)                                    | 94                                        | 97                                        | 102                                       | 102                                       | 103                                       | 106                                       | 105                                       | 104                                       | 109                                       | 98                                        | 98                                        | 91                                        | 109                                       |
| Průměrné nejvyšší °F (°C)                                    | 66.0                                      | 69.7                                      | 75.8                                      | 80.7                                      | 85.6                                      | 90.2                                      | 93.2                                      | 93.4                                      | 89.9                                      | 83.6                                      | 74.9                                      | 68.0                                      | 81,4                                      |
| Průměrné nejnižší °F (°C)                                    | 46.2                                      | 49.3                                      | 56.2                                      | 62.3                                      | 69.5                                      | 73.5                                      | 74.4                                      | 74.5                                      | 71.6                                      | 64.0                                      | 55.4                                      | 48.1                                      | 62,5                                      |
| Rekordně nejnižší °F (°C)                                    | 14 (−10)                                  | 11 (−12)                                  | 24 (−4.4)                                 | 33                                        | 44                                        | 56                                        | 64                                        | 64                                        | 52                                        | 28 (−2.2)                                 | 28 (−2.2)                                 | 13 (−11)                                  | 11 (−12)                                  |
| Source no. 1: NWS (normals 1971–2000, extremes 1887–present) |                                           |                                           |                                           |                                           |                                           |                                           |                                           |                                           |                                           |                                           |                                           |                                           |                                           |
| Source no. 2: HKO (sun, 1961–1990)                           |                                           |                                           |                                           |                                           |                                           |                                           |                                           |                                           |                                           |                                           |                                           |                                           |                                           |

## Infrastruktura
V regionu se nachází, kromě jiného, 19 mezinárodních mostů, většinou přes řeku Rio Grande, devět veřejných a pět soukromých univerzit a 14 letišť. Region protínají čtyři celostátní dálnice.